# Uli Kürner
Uli Kürner (* 1961 in Bräunlingen) ist ein deutscher Jazzgitarrist und Installations-Künstler.

## Leben und Schaffen
Kürner absolvierte im Jahr 1982 sein Abitur am Fürstenberg-Gymnasium Donaueschingen. Im Anschluss studierte er von 1983 bis 1985 Kunstgeschichte an der Universität Freiburg, dann bis 1990 am Konservatorium Hilversum Jazzgitarre und von 1991 bis 1995 Malerei an der Hogeschool voor de kunsten in Utrecht, wo er seitdem lebt.
In seinen multimedialen Installationen verbindet er abstrakte geometrische Formen mit selbst komponierter Musik. Werke von ihm wurden u. a. im Centraal Museum Utrecht (2002), dem Künstlerhaus Dortmund (Come Together, 2006), dem Forum Freies Theater in Düsseldorf und im Salon Utrecht (a flexible posturban space construction, 2008) gezeigt. 
Seit 2004 ist er im Künstlerkollektiv Weltausstellung (Thilo Schölpen, Robert Schleisiek, Uwe Möllhusen, Anja Lautermann, Peter Issig, Dirk Ferdinand und Stefan Juerke) aktiv, das neben Konzerten multimediale Performances und Installationen präsentiert. Mit der Gruppe beteiligte er sich u. a. mit der Video-Klang-Installation Network city an der Nacht der Museen in Düsseldorf, einer Performance an der arte regionale4 in Osnabrück, einer Klanginstallation am New Media Art Festival Ping3 in Andratx, Mallorca, und mit einem Konzert an der Ausstellung kuenstler, gaeste, haus im Künstlerhaus Dortmund.